# Ley General de Educación (España)
La Ley 14/1970, de 4 de agosto, General de Educación y Financiamiento de la Reforma Educativa fue la última ley del sistema educativo franquista y estuvo vigente, aunque con importantes modificaciones, durante la transición española a la democracia (1975-1982) y los ocho primeros años de los gobiernos socialistas (1982-1990), hasta la aprobación de la LOGSE. Estableció la enseñanza obligatoria hasta los 14 años, cursando la EGB, Educación General Básica, estructurada en dos etapas. Tras esta primera fase de ocho cursos, con la que se obtenía el título de Graduado Escolar, el alumno accedía al BUP, Bachillerato Unificado Polivalente, o, sin la necesidad del título, solo con el certificado de Escolaridad (de haber estado escolarizado esos mismos ocho cursos), a la FP, Formación Profesional. Solo el BUP, de tres años de duración, daba acceso a la Universidad tras aprobar el Curso de Orientación Universitaria (COU) y la selectividad. Fue impulsada por José Luis Villar Palasí, ministro de Educación y Ciencia desde 1969.
Y tras los 5 años de FP también podía acceder a la universidad, a ingenierías  técnicas de tres años, si su nivel de notas se lo permitía y el alumno quería.

## Educación General Básica
La Educación General Básica o EGB, consistía en 8 cursos de escolarización obligatoria, dividida en la ley en dos etapas (Primera, cursos 1.º a 5.º; segunda, de 6.º a 8.º), estructura que pasó a ser de tres ciclos a partir de 1981:
- Ciclo inicial: 1.º y 2.º de EGB
- Ciclo medio: 3.º, 4.º y 5.º de EGB
- Ciclo superior: 6.º, 7.º y 8.º de EGB.

Las áreas del ciclo superior de E.G.B., que finalizaba a los 14 años, eran:
- Área de lenguaje, Lengua Española
- Área de lenguaje, Lengua Extranjera
- Área matemática y de ciencias de la naturaleza
- Área social
- Educación física y deportes
- Educación estética y pretecnológica
- Formación religiosa

A partir de 1979, en muchos colegios se ofreció la opción de cursar Ética en lugar de la formación religiosa, aunque el libro de escolaridad oficial mantuvo la calificación de "Formación religiosa".
Una vez finalizada la enseñanza básica los alumnos recibían bien un título de Graduado Escolar (en caso de que hubieran "realizado los distintos cursos con suficiente aprovechamiento") o bien un Certificado de escolaridad (caso contrario). En este punto debían elegir uno de dos posibles trayectos si querían continuar con la trayectoria educativa: continuar con el bachillerato unificado polivalente (BUP) o continuar con estudios de formación profesional de primer grado (FP1). El título de Graduado Escolar daba acceso al BUP o a la FP1, mientras que el Certificado de escolaridad solo daba acceso a la FP1.

## Bachillerato Unificado Polivalente
El Bachillerato Unificado Polivalente (BUP), de tres años de duración, englobaba los estudios secundarios posteriores a la EGB. Posteriormente se realizaba el Curso de Orientación Universitaria (COU) como último paso antes de comenzar los estudios universitarios.
En 1.º BUP se estudiaba:
- Lengua Española
- Matemáticas
- Ciencias Naturales
- Historia de las Civilizaciones y del Arte
- Lengua extranjera (normalmente inglés o francés)
- Música y actividades artístico-culturales
- Dibujo
- Religión (o Ética a partir de 1979)[3]
- Educación Física.

En 2.º BUP las asignaturas eran:
- Literatura
- Matemáticas
- Física y Química
- Geografía Humana y Económica
- Latín
- Lengua extranjera
- Religión o Ética
- Educación Física
- y E.A.T.P. (Enseñanzas y Actividades Técnico-Profesionales). Se elegía una asignatura de entre las ofertadas en cada centro. Entre el catálogo de la E.A.T.P. se podría encontrar: electricidad, diseño, teatro, informática, segundo idioma extranjero, labores del hogar, fotografía, astronomía, creación literaria, etc.

En 3.º BUP las asignaturas obligatorias eran:
- Geografía e Historia de España y de los Países Hispánicos
- Filosofía
- Lengua extranjera
- Religión o Ética
- Educación Física
- y E.A.T.P.

Además, los alumnos debían escoger entre dos opciones, ciencias y letras, eligiendo tres de las cuatro asignaturas que se ofertaban en cada opción, que complementaban a las asignaturas obligatorias, comunes para ambas ramas.
Las asignaturas que se ofertaban en cada rama eran:
- Opción A: letras: Literatura, Latín, Griego y Matemáticas.
- Opción B: ciencias: Física y Química, Ciencias Naturales, Matemáticas y Literatura.

Ya en el Curso de Orientación Universitaria (COU) el alumno podía elegir, a partir de 1987, entre dos ramas de ciencias (opción Biosanitaria y Técnica) y dos de letras (Ciencias Sociales y Humanidades).

## Lengua en comunidades autónomas
A partir de la aprobación de los estatutos de autonomía, en todos los cursos, tanto en EGB como en BUP, en las comunidades autónomas con más de una lengua oficial se estudiaba, como asignatura optativa o con posibilidad de pedir la exención, la lengua autonómica y, en otra asignatura aparte a escoger entre las de letras de tercero de BUP, la literatura en dicha lengua.

## Nuevas leyes de educación
Este sistema educativo fue derogado y sustituido progresivamente por el de la LOGSE de 1990, que alargó la obligatoriedad de escolarización hasta los 16 años, para hacerla coincidir con la edad mínima de acceso al mundo laboral. Los seis primeros cursos de EGB corresponden a la Educación Primaria y los dos últimos de la EGB más los dos primeros de BUP corresponden a la Educación Secundaria Obligatoria.
La principal diferencia organizativa entre esta Ley y la LOGSE (Ley de Ordenación General del Sistema Educativo) es que los alumnos pasan del Colegio al Instituto cuando cumplen 12 años, dos años antes que en el anterior sistema.
En 2002 la LOGSE se sustituye por la Ley Orgánica de Calidad de la Educación, que nunca se llegó a implantar. En 2006 se aprueba la L.O.E. (Ley Orgánica de Educación). En 2013 entra en vigor otra reforma educativa , la LOMCE. Para más tarde, en 2020, aprobarse la LOMLOE, que entró en vigor en el curso académico 21-22.